# Colesburg (Iowa)
Colesburg es una ciudad situada en el condado de Delaware, en el estado de Iowa, Estados Unidos. Según el censo de 2010 tenía una población de 404 habitantes.

## Geografía
Según la Oficina del Censo de los Estados Unidos, la localidad tiene un área total de 0,75 km², la totalidad de los cuales 0,75 km² corresponden a tierra firme.

## Demografía
Según el censo de 2010, había 404 personas residiendo en la localidad. La densidad de población era de 538,67 hab./km². Había 200 viviendas con una densidad media de 266,67 viviendas/km². El 98,02% de los habitantes eran blancos, el 0,99% asiáticos y el 0,99% pertenecía a dos o más razas.